# Baek Minseok
Baek Minseok (hangeul: 백민석) est un écrivain sud-coréen. 

## Biographie
Baek Min-seok est né en 1971, à Séoul . En 2004, Baek annonce qu'il arrête l'écriture, il n'a, depuis, publié aucun roman. 

## Œuvre
Baek Min-seok fait ses débuts littéraires en 1995 avec la publication de Candy que j'aimais (Naega saranghan kendi). Ses récits sont représentatifs de l'esthétique d'une partie des romans du milieu des années 1990 en Corée du Sud. Cette littérature qualifiée de "bizarre" s'éloigne des normes sociales et des systèmes en place, dépeignant la cruauté et l'étrangeté du quotidien avec une pointe d'humour. Ses récits sont caractérisés par une imagination débordante avec des images crues et pittoresques, Il fait des références le plus souvent directes au monde de l'étrange, comme dans sa nouvelle Histoire grotesque du champ de coton (Mokhwabat yopgijeon). Pour ces raisons, ses récits ont été qualifiés d'inclassables. 
Baek met le plus souvent en scène dans ses récits des jeunes garçons, comme dans l'histoire La commission du garçon au manoir (Jangwonui simbureumkkun sonyeon) ou dans Le pauvre petit Hans (Bulssanghan kkoma hanseu). Même la psychologie de ses personnages adultes est proche de celle des jeunes garçons. À titre d'exemple, le personnage principal de son récit La ferme des hiboux morts (Jugeun olppaemi nongjang) raconte l'histoire d'un homme-enfant de 30 ans qui ne parle qu'aux poupées. Dans ces récits, les personnages cherchent à grandir et à évoluer mais à l'arrivée l'idée de maturité est loin de leurs attentes. À travers ces personnages qui nagent à contre-courant du système, il critique l'influence du pouvoir, et fait réfléchir le lecteur sur ce qu'il considère comme "norme". 
Les fantômes sont aussi présents dans ses récits, notamment dans le recueil La commission du garçon au manoir, mais n'apparaissent pas comme dans les contes : ils représentent en réalité notre quotidien et installent la terreur. Devenir un adulte revient à devenir un membre dépravé de la société, ainsi le quotidien, dominé par le monde des adultes, est terrifiant en lui-même. Dans Histoire grotesque du champ de coton (Mokhwabat yopgijeon), cette terreur du quotidien se manifeste dans les kidnappings, les meurtres, la violence, la perversité sexuelle, et les pratiques sadomasochistes. Dans Un homme pressé, la même terreur est décrite de manière surréaliste vis-à-vis d'une société contre-utopique. À travers ses récits, Baek suggère que le monde réel n'est peut être rien de plus qu'un espace fictionnel décousu qui ne peut incorporer des notions comme l'éthique, la morale ou le sens commun. 